# Skat

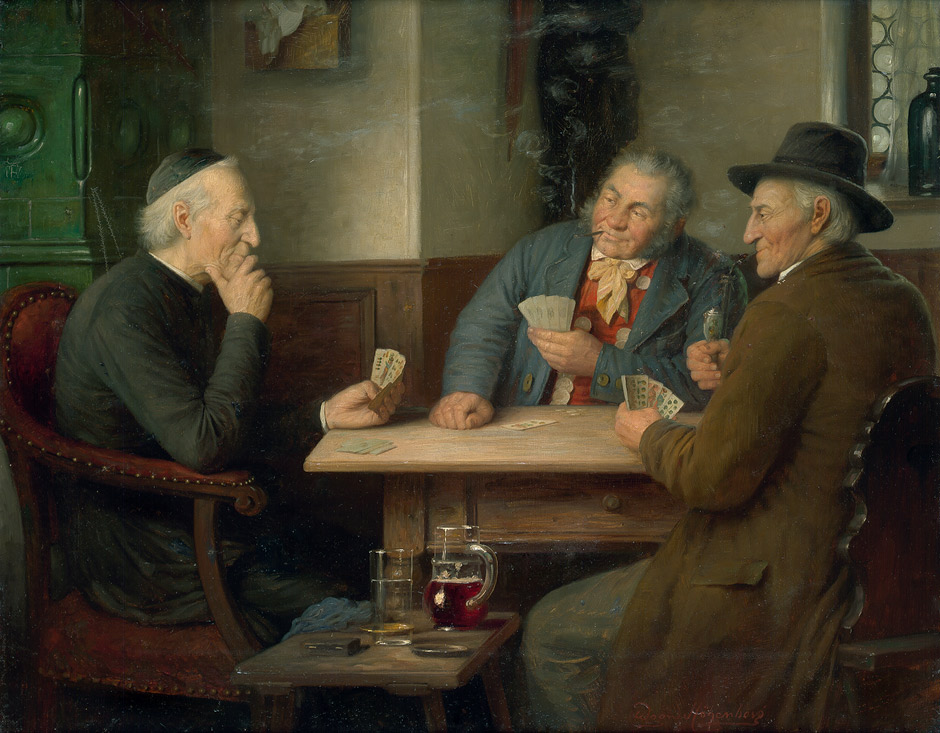
Die Skatpartie, oljemålning av Josef Wagner-Höhenberg (1870-1939).

Skat är ett klassiskt kortspel för tre spelare. Det betraktas som Tysklands nationalkortspel, har högt anseende och är i likhet med bridge ett spel med officiella regler och mästerskapstävlingar. 
En kortlek med 32 kort (utan tvåor till sexor) används. Spelarna får i given 10 kort var, och de 2 överblivna korten läggs på bordet med baksidan uppåt och utgör skatkorten eller skaten. Spelet inleds med budgivning. Den som avgett det högsta budet blir spelförare och ska försöka spela hem sitt bud. Spelförarens mål är vanligen att spela hem stick som sammanlagt innehåller minst 61 ögon (essen är värda 11 ögon, tiorna 10 ögon, kungarna 4, damerna 3 och knektarna 2). Målet kan också vara att till exempel vinna alla stick eller inte ta något stick alls.
En omgång kan spelas på tre olika sätt: (1) med trumffärg vald av spelföraren, (2) utan trumffärg och (3) som nollspel, i vilket det gäller att undvika att ta stick. De fyra knektarna räknas som högsta trumfkort och fungerar som sådana även vid spel utan trumffärg, men inte vid nollspel. Skatkorten tillhör spelföraren och får bytas ut mot två kort från handen.
Buden är av varierande svårighetsgrad och har olika grundläggande poängvärden, vilka multipliceras med en siffra som är beroende av ett antal olika faktorer, till exempel hur många och vilka knektar som spelföraren har. Vid budgivningen uppger inte spelarna budets namn, utan bara budets värde i poäng. Den som blivit spelförare talar sedan om vilket spelsätt som ska gälla.
Vinnare är den som har mest poäng efter överenskommet antal omgångar.